# Saint-Céneré
Saint-Céneré – miejscowość i dawna gmina we Francji, w regionie Kraj Loary, w departamencie Mayenne. W 2013 roku populacja gminy wynosiła 512 mieszkańców. 
W dniu 1 stycznia 2017 roku z połączenia dwóch ówczesnych gmin – Montsûrs oraz Saint-Céneré – utworzono nową gminę Montsûrs-Saint-Céneré. Siedzibą gminy została miejscowość Montsûrs. 